# ویلی مارتنس
ویلی مارتنس (آلمانی: Willy Maertens؛ ۳۰ اکتبر ۱۸۹۳ – ۲۸ نوامبر ۱۹۶۷) بازیگر اهل آلمان بود.
از فیلم‌ها یا برنامه‌های تلویزیونی که وی در آن نقش داشته است، می‌توان به گناه نخستین و دروغ‌گو اشاره کرد.